# فیلیپا پیرس
آن فیلیپا پیرس (زادهٔ ۲۲ ژانویه ۱۹۲۰ – درگذشته ۲۱ دسامبر ۲۰۰۶) نویسنده انگلیسی کتاب‌های ادبیات داستانی کودکان بود. معروف‌ترین کار او رمان فانتزی باغ نیمه شب تام بود که در سال ۱۹۵۸ موفق به کسب مدال کارنگی از انجمن کتابخانه شد. این کتاب به عنوان کتاب برجسته کودک تحسین شد و برای چهار سال پیاپی به عنوان کتاب سال کودک شناخته شد.
فیلیپا پیرس جوان‌ترین بچه یک تاجر آرد ذرت به نام ارنست الکساندر پیرس و همسرش گرترود آلیس بود که در روستای گریت شلفورد زندگی می‌کردند.
پیرس در سال ۱۹۶۲ با مارتین کریستی ازدواج کرد. آنها یک دختر داشتند که خودش نویسنده کودک شد و با عنوان سالی کریستی می‌نوشت. مارتین کریستی، که هرگز به‌طور کامل ازرنج‌هایش به عنوان یک اسیر جنگی ژاپنی بهبود نیافته بود، در سال ۱۹۶۴ درگذشت. فیلیپا پیرس از سال ۱۹۷۳ تا زمان مرگش از عوارض سکته در سال ۲۰۰۶، بار دیگر در گریت شلفورد، که کودکی اش را در آن جا گذرانده بود زندگی کرد.